# Rue Mercière (Colmar)
Pour les articles homonymes, voir Rue Mercière.
La rue Mercière est une voie de la commune française de Colmar.

## Situation et accès
Cette voie de circulation, d'une longueur de 45 m, se trouve dans le quartier centre.
On y accède par les rues des Marchands, Schongauer et la place de la Cathédrale.
Cette voie n'est pas desservie par les bus de la TRACE.